# Рыхляков, Вадим Николаевич
Вади́м Никола́евич Рыхляко́в (24 января 1941, Ленинград — 23 марта 2024) — российский инженер, генеалог, библиограф, главный редактор журналов «Известия Русского генеалогического общества» (1993—2000) и «Генеалогический вестник» (2001—2014).

## Биография
Родился в семье артистов балета (отец впоследствии был режиссёром Мариинского театра). Получил музыкальное образование в объёме школы-восьмилетки. Чемпион Ленинграда по шахматам среди школьников (в составе команды школы, 1958). В 1965 году окончил Ленинградский институт авиационного приборостроения (ныне — ГУАП), радиоинженер. Работал инженером в ЦКБТО (1966—1970), служил офицером в ракетных войсках на космодроме Плесецк (1970—1972). Капитан в отставке. Работал в ЦНИИ РТК (инженер, старший инженер, ведущий инженер, ведущий темы) (1972—2007). Автор 9 изобретений. Избирался председателем профсоюзного комитета ЦНИИ РТК (с 1991). В 2007—2017 сотрудник Всероссийского музея А. С. Пушкина. С 2017 года — пенсионер.
Член инициативной группы по созданию Русского генеалогического общества (в 1989 году), член-учредитель Русского генеалогического общества. Вице-президент Русского генеалогического общества (в 1991—1999 годах). Почетный член Русского генеалогического общества (2022 год). Член Историко-родословного общества в Москве (с 1991 года). Член Совета Русского генеалогического общества (с 1999 года). Член редакционного совета энциклопедии «Немцы России» (с 1997 года). Действительный член Общественной академии наук российских немцев (с 2001 года). Член-корреспондент Финского генеалогического общества (2002). Член Центрального совета Российской генеалогической федерации (в 2001—2002 и 2009—2015 годах). Член редакционного совета «Лицейской энциклопедии» (с 2008). Член-корреспондент Международной академии генеалогии (с 2012). Действительный член Международной академии генеалогии (с 2015). Автор многочисленных (более 600) публикаций по российской генеалогии, биографике, некрополистике, библиографии и другим дисциплинам.
Скончался 23 марта 2024 года после тяжёлой болезни в возрасте 83 лет. Прощание состоялось 27 марта.

## Награды
- 2-я премия на конкурсе молодых специалистов ЦКБ ТО (1967).
- Медаль «В ознаменование 100-летия со дня рождения Владимира Ильича Ленина» (1970).
- Знак «Победитель социалистического соревнования 1978 года» (1979).
- Почётная грамота Министерства высшего и среднего образования (1986).
- Нагрудный знак «Изобретатель СССР» (1990).
- Медаль Федерации космонавтики «Имени академика М. В. Келдыша» (1991).
- Медаль Федерации космонавтики «40 лет космической эры» (1998).
- Ветеран труда (1998).
- Премия издательства ВИРД «Вирдена»(2000).
- Медаль «В память 300-летия Санкт-Петербурга» (2003).
- Премия издательства ВИРД «Вирдена»(2004).
- Медаль Федерации независимых профсоюзов «100 лет профсоюзам России» (2004).
- Серебряная медаль Российской генеалогической федерации «За заслуги в развитии генеалогии и прочих специальных исторических дисциплин» (2008).
- Золотая медаль Российской генеалогической федерации «За заслуги в развитии генеалогии и прочих специальных исторических дисциплин» (2010).
- Медаль «Ветеран ЦНИИ РТК» (2012).
- Медаль «Юбилей всенародного подвига. 1613—2013» (2013).
- «Медаль Леонида Михайловича Савёлова» Российской генеалогической федерации (2019).

## Основные публикации
- Дела и люди ЦНИИ РТК (с В. А. Лопотой и В. Д. Котеневым). — СПб., 1998. — 120 с. — 200 экз.
- Булацели. — СПб., 1993. — 67 с. — 300 экз.
- Русское генеалогическое общество. Краткий биобиблиографический справочник. — СПб., 1997. — 100 с. — ISBN 5-89559-008-X
- Опыт библиографии отечественной генеалогии.
  - Ч. 1—2. — СПб.: ВИРД , 1998. — 126 с. — 1000 экз. — ISBN 5-89559-014-4.
  - Ч. 3. — СПб.: ВИРД, 2000. — 232 с. — 500 экз. — ISBN 5-89559-033-0.
  - Ч. 4—6. — СПб., 2008. — 190 с. — 250 экз.
- Муки немецкого плена глазами русского врача Т. М. Волуйского. Жизнь и смерть доктора Чигаева. — СПб., 1998. — 41 с., ил.
  - 2-е изд., испр. и доп. — СПб., 2008. — 44 с.
- Пущины и Набоковы // Набоковский вестник: (Сборник: К 100-летию со дня рождения В. В. Набокова). — СПб.: Дорн, 1998. — Вып. 2: Набоков в родственном окружении. — С. 38—47.
- Родня Набоковых — Фальц-Фейны // Набоковский вестник: (Сборник: К 100-летию со дня рождения В. В. Набокова). — СПб.: Дорн, 1998. — Вып. 2: Набоков в родственном окружении. — С. 105—119.
- Известия Русского генеалогического общества. Именной указатель к первым девяти выпускам (1993—1998). — СПб., 1999. — 32 с.
- Фенины. — СПб.: ВИРД , 1999. — 104 с., ил. — 200 экз. — ISBN 5-89559-024-1.
- Из истории Русского генеалогического общества: Сб. ст. и матер. / Редактор и составитель. — СПб.: ВИРД, 2001. — 106 с. — ISBN 5-940300-21-9.
- Избранная библиография отечественной некрополистики. — СПб.: ВИРД, 2003. — 52 с. — 300 экз. — ISBN 5-94030-041-3.
- Петербуржцы — авторы работ по генеалогии и истории семей: биобиблиографический справочник. — СПб.: Акционер и К, 2003. — 280 с. — 300 экз. — ISBN 5-87401-103-X
  - 2-е изд., испр. и доп. — СПб.: Осипов, 2005. — 327 с. — ISBN 5-98883-005-6.
- Род Булацелей: поколенная роспись. — СПб., 2005. — 112 с. — 200 экз.
- Генеалогические справочники вчера и сегодня // Актуальные проблемы теории и истории библиофильства: матер. X Междунар. науч. конф. — СПб., 2005. — С. 41—46.
- К биографии и генеалогии В. В. Руммеля // Генеалогический вестник. — 2006. — Вып. 24. — С. 32—40.
- Генеалогия и библиография // Генеалогический вестник. — 2006. — Вып. 26. — С. 17—23.
- Князь Алексей Борисович Лобанов-Ростовский и «Русская родословная книга». — СПб., 2009. — 42 с.
- Варвара Рыхлякова в балетах Мариуса Петипа // Вестник Академии русского балета им. А. Я. Вагановой. — СПб., 2009. — № 2 (22). — С. 158—179.
- Род фон Фрикенов в России. — СПб.: Лебедушка , 2012. — 511 с., ил. — 500 экз. — ISBN 978-5-903125-06-7.
- Памяти Вадима Николаевича Салманова (к 100-летию со дня рождения). — СПб., 2012. — 104 с., ил. — 50 экз.
- Некрополистика Русского Зарубежья // Известия Русского генеалогического общества. — 2013. — Вып. 25. — С. 83—94.
- Памяти великого князя Георгия Михайловича — первого председателя Русского генеалогического общества // Генеалогический вестник. — 2013. — Вып. 48. — С. 6—15.
- Стихотворения Петра Андреевича Фенина как источник сведений по генеалогии его рода // Известия Русского генеалогического общества. — 2014. — Вып. 27. — С. 97—101.
- Фенины. Судьбы шестнадцати поколений. — СПб., 2015. — 518 с. — 100 экз.
- Биографический словарь воспитанников и педагогов Императорского Александровского лицея. — СПб.: Европейский дом, 2016. — 460 с., ил. — 50 экз. — ISBN 978-5-8015-0374-5.
- Славный норвежец с кавказскими корнями // Генеалогия народов Кавказа. Традиции и современность: (сборник статей). — Владикавказ, 2017. — Вып. 9. — С. 248—260.
- Отечественная некрополистика для генеалогов. Библиографический указатель. — М.: Старая Басманная, 2018. — 120 с. — 150 экз. — ISBN 978-5-6041488-7-7.
- Императорский Александровский лицей: воспитанники, педагоги, служащие. Биографический словарь. — М.: Старая Басманная, 2019. — 552 с. — ISBN 978-5-907169-08-1.